# Rio Tartarugalzinho
Rio Tartarugalzinho är ett vattendrag i Brasilien.   Det ligger i delstaten Amapá, i den norra delen av landet, 2 000 km norr om huvudstaden Brasília.
Omgivningarna runt Rio Tartarugalzinho är en mosaik av jordbruksmark och naturlig växtlighet. Trakten runt Rio Tartarugalzinho är nära nog obefolkad, med mindre än två invånare per kvadratkilometer.